# Grand établissement
Um grand établissement (língua francesa; plural: grands établissements francês: [ɡʁɑ̃.z‿e.tab.lis.mɑ̃]; traduzido para "grandes estabelecimentos") é uma instituição pública francesa sob carta ministerial, na categoria administrativa denominada "Estabelecimentos Públicos de Caráter Científico, Cultural e Profissional". 